# Ксантогенова смола
Смола ксантогенова (рос. смола ксантогеновая; англ. xanthogenic resin; нім. Xantogenharz n) – кислоторозчинний полімер, який при нафтовидобуванні забезпечує низьку фільтрацію рідини в пласт і добру носійну здатність розчинів з низьким вмістом йонів кальцію.